# اوتو ترسلر
اوتو ترسلر (انگلیسی: Otto Treßler؛ ۱۳ آوریل ۱۸۷۱ – ۲۷ آوریل ۱۹۶۵) یک هنرپیشه اهل آلمان بود. وی بین سال‌های ۱۹۱۵ تا ۱۹۶۲ میلادی فعالیت می‌کرد.
از فیلم‌ها یا برنامه‌های تلویزیونی که وی در آن نقش داشته است می‌توان به اپیزود اشاره کرد.